# 日帰り手術
日帰り手術（ひがえりしゅじゅつ、Ambulatory Surgery / Day Surgery / Outpatient Surgery）とは、患者が手術を受けた当日に退院する形式の外科的処置を指す。術後24時間以内に医療機関を退院する手術が基本的な定義とされる。欧米諸国では広く普及している医療提供形態の一つである。

## 日帰り手術のメリットとデメリット

### メリット
1. 患者の早期回復と利便性
- 術後早期に自宅へ帰ることで、慣れた環境で回復できるため心理的な安心感が得られる。高齢者のせん妄のリスクも軽減される。
- 入院準備や長期滞在の必要がなく、家族や仕事への影響が最小限に抑えられる。
- 日常生活への復帰が早まり、患者の生活の質（QOL）が向上する。

2. 医療費の負担軽減
- 入院費が不要になるため、患者の経済的負担が軽減される。
- 国全体としても医療費の抑制に寄与する。

3. 医療スタッフの負担軽減
- 入院患者の24時間管理が不要となり、医療従事者の労働負担が軽減される。
- 限られたリソースを重症患者や必要な領域に集中できる。

4. 病床の効率的利用
- 入院が必要な重症患者に病床を割り当てやすくなるため、医療全体の効率化につながる。

5. 手術回転率の向上
- 病院が手術スケジュールを柔軟に組めるようになり、多くの患者を受け入れられる。

### デメリット
1. 医療機関側の準備不足
- 入院なしでの医療を安全に完結させるためのプロトコールと、チーム医療としての品質管理が必要。術者が優秀なだけでは十分とは言えない。
- 患者に対して適切な術後ケアの指導を徹底し、24時間対応の緊急連絡体制を整える必要があり、手術を担当した医療機関が有事に対応できるか資格的な制度が未発達である。

２. 適応疾患の限界
- 日帰り手術が適用されるのは、侵襲性の低い手術や安定した患者に限られる。
- そもそも発展途上国では基本的に医療インフラが不足しているため、さすがにこれは無理というものまで日帰りでやらざるをえない。
- 技術や麻酔の進歩により、可能な疾患や術式が拡大しているが、心肺や消化管の大手術、いわゆる高侵襲手術であることが明白な術式は対象外である。

## 日本における日帰り手術
日本では、鼠径ヘルニアや白内障などの低侵襲手術が日帰りで行われることが増えているが、例えば、2022年の時点で鼠径ヘルニア手術のうち日帰り手術の割合は約5%（入院した場合の平均在院日数は約4日）と、依然として低い水準にとどまっている。この背景には、医療者側の漠然とした不安、国民皆保険制度、ベッド空床を防ぐという病院の経営的意図が存在する。
ただし、近年では高齢化社会に伴う医療費削減の必要性や、患者の利便性向上への意識が高まり、普及が進んでいる。

## アメリカにおける日帰り手術
アメリカでは、日帰り手術は医療提供の標準形態として確立されている。医療費の高額性。入院期間を短縮することで、患者や保険会社の経済的負担を軽減している。
- 技術革新。腹腔鏡手術や短時間作用型麻酔薬、術後管理技術の向上により、安全かつ迅速な回復が可能になった。
- 制度の支援。保険会社が日帰り手術を優遇し、医療機関も積極的に採用している。

現在では、侵襲性の高い手術（膵臓がん手術や心臓外科手術など）や高リスク患者以外の多くの手術が日帰りで行われている。

## 主な対象疾患
日帰り手術が適用される疾患や術式には以下のようなものがある。
一部は日本でもすでに日帰り手術センター（ASC）として組織的に対応できているものもあるが、医学的には可能でも、その担い手が不足している分野もあれば、安易に事業化し合併症を多く発生している領域もある。

### 消化器系
- 鼠径ヘルニア修復術
- 大腸ポリープ切除（内視鏡手術）
- 痔核手術（結紮術、切除術）

### 眼科系
- 白内障手術
- 緑内障手術

### 血管系
- 下肢静脈瘤治療（血管内焼灼術）
- 透析用シャント作成・修復

### 婦人科系
- 子宮内膜症の治療（腹腔鏡手術）
- 卵巣嚢胞摘出術

### 整形外科系
- 関節鏡手術（膝や肩の修復）
- 手根管症候群の手術
- 偏平足

### 歯科系
- 水平埋伏歯

## 課題と展望
日本では日帰り手術の普及が欧米諸国に比べ遅れているが、高齢化社会に対応するためには日帰り手術のさらなる推進が必要とされている。今後、患者の理解や医療提供体制の整備、保険制度の見直しが進むことで、日帰り手術の割合が増加すると期待されている。